# Parastasia klossi
Parastasia klossi är en skalbaggsart som beskrevs av Ohaus 1926. Parastasia klossi ingår i släktet Parastasia och familjen Rutelidae. Inga underarter finns listade i Catalogue of Life.